# Шевченко Віталій Васильович
Віта́лій Васи́льович Шевче́нко — солдат Національної гвардії України, учасник російсько-української війни, який загинув під час російського вторгнення в Україну.

## Життєпис
Народився в 1981 році. Мешкав у смт Воронежі Шосткинського району на Сумщині. 
Солдат, військовослужбовець ОЗСП «Азов» НГУ.
З перших днів російського вторгнення в Україну у 2022 році став на захист Батьківщини. 5 травня 2022 року, за особисту мужність і самовіддані дії, виявлені у захисті державного суверенітету та територіальної цілісності України, був нагороджений медаллю «За військову службу Україні». 
Загинув 23 квітня 2022 року в боях за Маріуполь, зазнавши поранень, несумісних з життям. ← Відсутнє посилання на джерело!
Залишилися мати, сестра та два сини.

## Нагороди
- орден «За мужність» III ступеня (2022, посмертно) — за особисту мужність і самовіддані дії, виявлені у захисті державного суверенітету та територіальної цілісності України, вірність військовій присязі[2];
- Медаль «За військову службу Україні» (5 травня 2022 року) — за особисту мужність і самовіддані дії, виявлені у захисті державного суверенітету та територіальної цілісності України, вірність військовій присязі[1].